# Північно-Східний Лінкольншир
53°33′ пн. ш. 0°06′ зх. д. / 53.55° пн. ш. 0.10° зх. д.

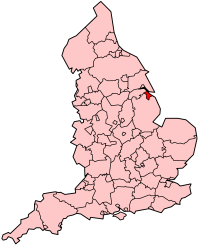
Унітарна одиниця на мапі Англії

Північно-Східний Лі́нкольншир (англ. North East Lincolnshire) — унітарна одиниця Англії на північному сході церемоніального графства Лінкольншир. Головне та найбільше місто одиниці — Грімсбі (населення — 87 тис. чол.).

## Історія
Утворена 1 квітня 1996 року шляхом перетворення районів Грімсбі та Клітгорпс колишнього неметропольного графства Гамберсайд в унітарну одиницю та переходу в церемоніальне графство Лінкольншир.

## Географія
Займає площу 191 км², омивається з північного сходу естуарієм Гамбера, межує на півдні з неметропольним графством Лінкольншир, на північному заході з унітарною одиницею Північний Лінкольншир.

## Спорт
На території унітарної одиниці, в місті Грімсбі, базується професіональний футбольний клуб «Грімсбі Таун», який у сезоні виступає 2011–2012 в Національній Конференції. Команда приймає суперників на стадіоні «Блюнделл Парк» (9 546 глядачів).